# Sharon (Pennsylvania)
Sharon ist eine City im Mercer County im US-Bundesstaat Pennsylvania. Das U.S. Census Bureau hat bei der Volkszählung 2020 eine Einwohnerzahl von 13.147 ermittelt. Die Stadt ist Teil der Metropolregion Youngstown–Warren–Boardman. Der Fluss Shenango fließt durch die Stadt und versorgt Sharon und mehrere umliegende Gemeinden mit Trinkwasser.
In der Stadt befindet sich die Vocal Group Hall of Fame.

## Geschichte
Das Gebiet von Sharon wurde von europäischstämmigen Siedlern zum ersten Mal im Jahr 1795 besiedelt. Die Gründerfamilien von Sharon siedelten zuerst auf einer flachen Ebene, die an den Shenango River grenzt, zwischen zwei Hügeln am südwestlichen Rand des heutigen Geschäftsviertels der Innenstadt von Sharon. Nach einer lokalen Legende erhielt die Gemeinde ihren Namen von einem bibellesenden Siedler, der den Ort mit der Scharonebene in Israel verglich. Sharon wurde am 6. Oktober 1841 als Gemeinde aus Teilen des Hickory Township gegründet und am 17. Dezember 1918 zu einer Stadt erhoben.
Ursprünglich ein Zentrum des Kohlebergbaus, ging die Wirtschaft von Sharon nach der Ankunft des Erie-Erweiterungskanals in den 1840er Jahren zur Eisen- und Stahlherstellung und anderen Schwerindustrien über. Nach der umfassenden nationalen Deindustrialisierung in den 1970er und 1980er Jahren diversifizierte sich die Wirtschaft der Stadt und basiert nun hauptsächlich auf Leichtindustrie, Bildung, Gesundheitsversorgung und sozialen Dienstleistungen. Dieser Strukturwandel läuft allerdings nicht ohne Probleme ab und die Stadt hat eine überdurchschnittliche Armutsquote. Daneben ist ein kontinuierlicher Bevölkerungsverlust zu verzeichnen.

## Demografie
Nach einer Schätzung von 2019 leben in Sharon 12.933 Menschen. Die Bevölkerung teilt sich im selben Jahr auf in 78,3 % Weiße, 15,0 % Afroamerikaner, 0,1 % amerikanische Ureinwohner, 1,1 % Asiaten und 4,9 % mit zwei oder mehr Ethnizitäten. Hispanics oder Latinos aller Ethnien machten 1,4 % der Bevölkerung aus. Das mittlere Haushaltseinkommen lag bei 32.470 US-Dollar und die Armutsquote bei 27,3 %.

## Bildung
In Sharon befindet sich ein Campus des Pennsylvania State University.

## Söhne und Töchter
- John Bingham (1815–1900), Politiker
- John D. MacDonald (1916–1986), Schriftsteller
- Erwin Hahn (1921–2016), Physiker
- Lester Rawlins (1924–1988), Schauspieler
- Carmen Argenziano (1943–2019), Schauspieler
- Mick Goodrick (1945–2022), Musiker
- Grover Norquist (* 1956), Aktivist und Lobbyist
- Leo Yankevich (1961–2018), Dichter
- John Kiriakou (* 1964), Whistleblower